# حسن كندي كوه
حسن‌ كندي كوه هي قرية في مقاطعة هشترود، إيران. عدد سكان هذه القرية هو 51 في سنة 2006.